# Нежное милосердие
«Нежное милосердие» (англ. Tender Mercies) — американский драматический фильм 1983 года режиссера Брюса Бересфорда с участием Роберта Дюваля в роли певца и автора песен Мака Следжа в исполнении, которое принесло ему премию "Оскар". Оскароносный сценарий Хортона Фута посвящен Маку Следжу (Дювалл), бывшей звезде кантри-музыки, чья карьера и отношения с бывшей женой и дочерью были разрушены алкоголизмом. Оправившись от своего недуга, Следж стремится изменить свою жизнь с помощью отношений с молодой вдовой и ее сыном в сельской местности Техаса. Актерский состав второго плана включает Тесс Харпер, Бетти Бакли, Уилфорда Бримли, Эллен Баркин и Аллана Хьюббарда.
Финансируемый EMI Films, фильм "Нежное милосердие" снимался в основном в Уоксахачи, штат Техас. Сценарий был отклонен несколькими американскими режиссерами, прежде чем его принял австралиец Бересфорд. Дюваль, который пел в фильме свои собственные песни, проехал более 600 миль (1000 км) по всему штату, записывая на магнитофон местные акценты и играя в группах кантри-музыки, чтобы подготовиться к роли. Он и Бересфорд неоднократно конфликтовали во время съемок, в какой-то момент побудив режиссера уйти со съемочной площадки и, как сообщается, рассмотреть возможность выхода из фильма.
Фильм охватывает несколько тем, в том числе важность любви и семьи, возможность духовного воскрешения среди смерти и концепцию искупления через обращение Мак Следжа в христианство. После неудовлетворительных результатов тестового показа дистрибьютор Universal Pictures не приложил особых усилий для популяризации "Нежного милосердия", что Дюваль объяснил непониманием студией музыки кантри.
Фильм был выпущен 4 марта 1983 года в ограниченном количестве кинотеатров. Несмотря на неудачу в прокате, он был высоко оценен критиками и получил 5 номинаций на премию "Оскар", в том числе за лучший фильм. На 56-й церемонии вручения премии "Оскар". Фильм "Нежное милосердие" получил премию "Оскар" за лучший оригинальный сценарий для Фута, а Дюваль - премию "Оскар" за лучшую мужскую роль.

## Сюжет
Мак Следж (Роберт Дюваль), конченый кантри-певец-алкоголик, просыпается в захудалом техасском придорожном мотеле и на бензоколонке после ночи пьянства. Он знакомится с владелицей, молодой вдовой по имени Роза Ли (Тесс Харпер), и предлагает выполнить ремонтные работы в мотеле в обмен на комнату. Роза, чей муж погиб на войне во Вьетнаме, самостоятельно растит своего маленького сына Сонни (Аллан Хьюббард). Она соглашается позволить Маку остаться при условии, что он не будет пить во время работы. У этих двоих начинают зарождаться чувства друг к другу, в основном во время тихих вечеров, когда они сидят вдвоем и делятся частичками своих жизненных историй.
Мак решает отказаться от алкоголя и начать свою жизнь заново. После того, как он достаточно долго держал свое слово и выполнял свою работу, он чувствует себя достаточно комфортно в своей новой жизни, чтобы пожениться с Розой Ли. Они начинают регулярно посещать баптистскую церковь. Однажды в мотель приходит газетный репортер и спрашивает Мака, перестал ли он записывать музыку и намеренно ли он решил вести анонимный образ жизни. Когда Мак отказывается отвечать, репортер объясняет, что пишет статью о нем и взял интервью у его бывшей жены Дикси Скотт (Бетти Бакли), звезды кантри-музыки, которая выступает неподалеку.
После публикации истории соседи узнают о прошлом Мака, и участники местной кантри–группы навещают его, чтобы выразить свое уважение. Хотя он вежливо приветствует их, Мак по-прежнему неохотно рассказывает о своем прошлом. Позже он тайно посещает концерт Дикси. Она страстно поет несколько песен, которые Мак написал годами ранее, и он уходит посреди выступления. За кулисами он разговаривает с менеджером Дикси, своим старым другом Гарри (Уилфорд Бримли). Мак дает ему копию новой песни, которую он написал, и просит показать ее Дикси. Мак пытается заговорить с ней, но она злится, увидев его, и предупреждает, чтобы он держался подальше от их 18-летней дочери Сью Энн (Эллен Баркин).
По возвращении домой Мак уверяет Розу Ли, что больше не испытывает никаких чувств к Дикси, которую он называет "ядом" для него. Позже Гарри навещает Мака, чтобы сказать ему, по-видимому, по настоянию Дикси, что бизнес музыки кантри изменился и его новая песня никуда не годится. Обиженный и злой, Мак уезжает и чуть не разбивает грузовик. Он покупает бутылку виски, но, вернувшись домой к обеспокоенным Розе Ли и Сонни, он говорит им, что вылил ее. Он говорит, что пытался уйти от Розы Ли, но обнаружил, что не может. Некоторое время спустя Мак и Сонни крестятся вместе в церкви Розы Ли.
В конце концов, Сью Энн навещает Мак — их первая встреча с тех пор, как она была ребенком. Мак спрашивает, получала ли она какие-либо из его писем, и она говорит, что ее мать скрывала их от нее. Она также сообщает, что Дикси пыталась помешать ей навестить Мака, и что, несмотря на возражения ее матери, она сбежала со своим парнем. Мак признает, что он бил Дикси и что она развелась с ним после того, как он пытался убить ее в пьяном угаре. Сью Энн спрашивает, помнит ли Мак песню о голубе, которую он пел ей, когда она была маленькой. Он утверждает, что нет, но после того, как она уходит, он поет про себя гимн "On the Wings of a Dove", в котором говорится о голубе от Господа, спасающем Ноя, и о Святом Духе, нисходящем в виде голубя при крещении Иисуса.
"Я не знаю, почему я забрел в эту часть Техаса пьяным, а ты приютил меня, пожалел, помог исправиться, женился на мне. Почему? Почему это произошло? Есть ли причина, по которой это произошло? А папа Сонни погиб на войне, моя дочь погибла в автомобильной катастрофе. Почему? Видишь ли, я не доверяю счастью. Я никогда не верил и никогда не буду." (Мак, Розе Ли)
Мальчики в школе задирают Сонни из-за его умершего отца, и они с Маком становятся ближе. Участники местной кантри-группы просят у Мака разрешения исполнить одну из его песен, и он соглашается. Мак начинает выступать с ними, и они строят планы совместной записи. Его вновь обретенное счастье прерывается, когда Сью Энн погибает в автокатастрофе. Мак посещает похороны своей дочери в роскошном доме Дикси в Нашвилле и утешает ее, когда она ломается. Он также жалуется Розе Ли на то, что во время их брака Дикси постоянно говорила, что бросит свою карьеру, но так и не сделала этого.
Вернувшись домой, Мак молчит о своей эмоциональной боли, хотя вслух задается вопросом Розе Ли, почему его некогда жалкое существование обрело смысл, а, с другой стороны, умерла его дочь. На протяжении всего траура Мак продолжает свою новую жизнь с Розой Ли и Сонни. В финальной сцене Сонни находит футбольный мяч, который Мак оставил ему в подарок. Мак наблюдает за мотелем с поля через дорогу, напевая про себя "On the Wings of a Dove". Сонни благодарит его за футбол, и они вдвоем играют в мяч на поле, а Роза Ли наблюдает за ними из окна мотеля.

## В ролях
- Роберт Дюваль — Мак Следж
- Тесс Харпер — Роза Ли[1]
- Бетти Бакли — Дикси
- Уилфорд Бримли — Гарри
- Эллен Баркин — Сью Энн
- Алан Хьюббард — Сонни
- Ленни фон Долен — Роберт
- Пол Глисон — репортёр
- Майкл Крабтри — Льюис
- Норман Беннет — преподобный Хочкисс

## Награды и номинации
Фильм номинировался на премию «Оскар» в пяти категориях и завоевал две премии — Роберту Дювалю за лучшую мужскую роль и Хортону Футу за лучший оригинальный сценарий. Премия «Золотой глобус» Роберту Дювалю за лучшую мужскую роль в драме (разделил премию с Томом Кортни за фильм «Костюмер»).